# 土屋弘光
土屋 弘光（つちや ひろみつ、1932年11月25日 - ）は、広島県福山市出身の元プロ野球選手（内野手）・コーチ、解説者。

## 経歴
盈進商業高等学校では、1949年秋季中国大会に進むが、1回戦で米子東高に延長13回サヨナラ負け。翌1950年夏の甲子園予選は西中国大会準決勝に進むが、三原高に敗れる。新田恭一に打撃フォームの連続写真などを郵送し指導を仰いだほか、アル・キャンパニスの「ドジャースの戦法」などアメリカの野球技術書も読破。高校同期に捕手の神崎安隆、1年上に投手の箱田淳がいる。
高校卒業後は1952年に明治大学へ進学し、主に1番打者・二塁手として活躍。東京六大学野球リーグでは同期のエース秋山登を擁し、2年次の1953年秋季リーグの戦後初優勝を含め、在学中に3度の優勝を経験。3年次の1954年、4年次の1955年の大学全日本選手権でも連続優勝を飾る。土屋は島岡吉郎監督とは理論的に合わないこともあり、最上級生となった1955年にレギュラーとなる。春季リーグ開幕戦の法大戦に初回先頭打者で打席に入り、内角高めの速球を左翼席に運んで先制本塁打とし、この一発が効いて法大を下した明大は波に乗って優勝を果たした。全日本選手権の決勝戦でも守備のカットプレーにセンスを見せ、打撃でも決勝点となる犠飛を放ち、明大は土屋の挙げた1点を守り切って1-0で優勝した。秋山以外の大学同期に土井淳、岩岡保宏、沖山光利、黒木弘重がおり、全て大洋ホエールズに入団している。
在学中の1955年秋に中日ドラゴンズと契約し、大学卒業後の1956年に入団。1年目の同年は2月半ばに卒業試験を受けていたが、中日は東京に近い伊豆大仁でキャンプを行っていたため、試験の合間を縫ってキャンプに参加。受験勉強に追われて体を動かしておらず、トレーニングのきつさに音をあげてしまい、足は酷く腫れたほか、体の節々が痛んで十分に睡眠も取れなかった。寝不足のまま3日目の練習にも出たが、午後に実戦を想定したレギュラーバッティングを行うことになった。走者は無死一・二塁という設定でコーチから「進塁打を打て」と指示が出たが、右方向に打とうと踏み込んだ瞬間に相手投手の球は内角に来て、土屋の左側頭部を直撃。球は頭部に当たると真下に落ち、意識不明で頭蓋骨骨折の重傷を負う。杉下茂や西沢道夫らが駆け付けたが、すでに気を失っていた土屋はそのまま20時間も意識が戻らなかった。幸い脊髄から溜まった血を次々に抜いたため、手術はしないで済んで一命を取り留めたが、頭痛と食欲不振で食事をすると吐き気がし、体も痩せこけて秋まで回復を待たなければならなかった。6ヶ月入院した後も後遺症は長く残り、2年目の1957年のキャンプでは練習こそ参加したものの、酷い時は外に出ることもままならないほど恐怖に襲われるようになる。徐々に後遺症も軽くなってグラウンドに出るようになったが、今度は体力がついてゆけなくなり、二軍の試合に出場するまでであった。結局プロ野球選手として働く事なく、同年限りで現役を引退。なお、土屋の頭部死球が、ヘルメット着用義務付けのきっかけとなった。
引退後は、中日でマネージャー（1958年 - 1959年）、スコアラー（1960年 - 1961年）、二軍コーチ（1962年 - 1967年）を歴任。コーチ1年目の1962年、史上初の春夏連覇を達成した作新学院に夏の優勝をもたらした加藤斌を獲得する為、独身の土屋とミス・ユニバース栃木県代表で美人の加藤の姉を見合いさせ、加藤に近付くというウルトラCを繰り出した。スカウトでもない土屋は田村和夫スカウトに同行して再三、加藤家を訪ね作戦は成功。巨人志望ともいわれた加藤は逆転で中日に入団し、土屋と加藤の姉は結婚した。当時の雑誌に"姉と弟を同時にスカウトした土屋コーチ"と書かれたが、加藤は2年後、自動車事故により20歳で逝去。1968年には国内で野球理論を学ぶのに限界を感じ、本場のメジャーリーグで勉強したいと考える。中日にコーチで来ていたドジャースのロイ・ハートフィールドに熱血と才を買われたこともあり、自宅を売却して海外渡航の費用を捻出し、コーチ留学という形でベロビーチキャンプに招かれる。ユニフォームも着せてもらって、ミーティングも一緒に行い、選手にノックも行った。約半年もアメリカに滞在し、その後も5度渡米してアメリカの野球を学んだ。帰国後はロッテ（1969年, 1988年 - 1990年二軍守備・走塁コーチ、1970年 - 1976年, 1987年一軍守備・走塁コーチ、1977年 - 1978年ヘッドコーチ）、古巣・中日（1979年 - 1980年ヘッドコーチ）、大洋（1981年一軍守備・走塁コーチ）でコーチを歴任。ロッテコーチ時代には遊撃手としてスローイングが一定しない山崎裕之を二塁手にコンバートし、2度のリーグ優勝と1974年の日本一に貢献。1970年にはベテランで堅守の三塁手・前田益穂の1番起用を濃人渉監督に進言し、起用に応えた前田が激走三塁打を放ち、この年のリーグ優勝への道を拓いた。監督の濃人は評価が元々高くなく、第三者が見てもおかしいと思われる采配が多すぎる監督として知られ、一時はナインからの文句も絶えなかった。永田雅一オーナーから首脳陣批判は厳禁と言われ、以後、一応は収まっていたが、これは結局、濃人の「俺の采配は間違っていない」という勘違いにつながるという声も多かった。それがこの年は、土屋が作戦の疑問についての聞き役となり、また一塁コーチとして濃人がおかしなサインを出すと、修正することもあり、快進撃を陰で支えているとも言われた。1974年の日本シリーズでは鈴木孝政が決め球のフォークを投げる際に、右足の腿の横をボールを持った右手が通過する時、ボールが挟んでいるのが見えた。土屋はフォークの時に「フォーク!」と声を出して彼の精神を揺さぶり、鈴木は気にしすぎてフォークを投げることができなくなった。試合中にプレッシャーがかかる場面では母校の校歌や流行歌を歌い、地方遠征の際には神社に「試合に勝たせてください」と参拝したこともあった。試合に負けた時は他人の迷惑のかからない場所を選び、バケツを引っくり返したり、コップを割ったりして悔しさを表した。ロッカーでは皆が帰った後に一人でハンガーを投げたりもした。ファンからパチンコ玉を投げられたこともあったほか、日生では夏みかんを背中に当てられた。平和台では酔っ払ったファンがベンチの上から紙コップに入った汚水をかけてきたこともあった。コーチ業の合間を縫って東北放送「TBCダイナミックナイター→TBCイーグルスナイター」解説者（1982年 - 1986年, 1991年 - 2009年）を務め、1982年には雑誌「BRUTUS」に「土屋弘光のコンフィデンシャル・ベースボール」を連載したほか、1985年には江藤慎一が静岡県田方郡天城湯ケ島町に開校した日本野球体育学校を指導。現在はマスターズリーグ「東京ドリームス」コーチやクラブチーム「NTT信越硬式野球クラブ」総監督も務めている。TBCラジオでの解説は東北楽天ゴールデンイーグルス発足前、ロッテの準本拠時代から務めており長いキャリアとなる。出番はそれ程多くないが大リーグ事情にも詳しく貴重な存在であり、2007年と2008年は7月に2試合の解説を務めた。2012年3月31日の開幕2試合目、TBCテレビで行われたテレビ中継（TBC開局60周年デー）に、元TBCアナウンサーである吉岡徹也と共に登場し、6回の1イニング限定で実況・吉岡徹也、解説・土屋弘光のコンビが復活した。

## 詳細情報

### 年度別打撃成績
- 一軍公式戦出場なし

### 背番号
- 66 （1956年 - 1957年）
- 51 （1962年）
- 60 （1963年 - 1964年）
- 62 （1965年 - 1967年）
- 57 （1969年 - 1972年）
- 87 （1973年 - 1978年）
- 68 （1979年 - 1980年）
- 77 （1981年）
- 83 （1987年 - 1990年）

## 著書
- 『NEW(ニュー)野球テクニック〈投手・守備編〉』学習研究社、1988年8月。ISBN 978-4051017224。
- 『NEW野球テクニック〈打撃・走塁・チーム守備編）』学習研究社、1989年3月。ISBN 978-4051017231。